# 신성원
신성원(申盛媛, 1973년 9월 11일 ~ )은 대한민국의 아나운서이다.
정세진 아나운서와 대학교(연세대학교 영어영문학과 1992학번) 동문이자 KBS 공채 아나운서 동기생이다. 현재 KBS 제1라디오 오늘 세계는 진행을 맡고 있다.

## 경력
- 1997년 10월 1일 : KBS 24기 공채 아나운서

## 에피소드
그녀는 2009년 3월 30일부터 4월 12일까지 상명아트홀에서 사진전 《신성원의 사진일기》를 열었다.

## 학력
- 1989 ~ 1992 : 은광여자고등학교 졸업
- 1992 ~ 1996 : 연세대학교 영어영문학과 학사(1992학번)
- 연세대학교 언론홍보대학원 방송영상학과 석사
- 2022 ~ 현재: 대구공업대학교 중국어영문학과 입학식(2020학년)

## 방송 프로그램

### TV
| 연도        | 방송사 | 제목                           | 담당          | 진행 기간                                      | 비고                                                                 |
| ----------- | ------ | ------------------------------ | ------------- | ---------------------------------------------- | -------------------------------------------------------------------- |
| 1999        | KBS1   | 도전! 골든벨                   | 임시진행      | 7월 16일                                       | <접속! 신세대 코너>(37회, 당시 코너 28회) 서울 노원구 대진고(첫도전) |
| 2003        | KBS1   | 도전! 골든벨                   | 특별출연      | 10월 12일                                      | (194회) 서울 강남구 은광여고 편출신 동문으로 잠시 출연               |
| 1999 ~ 2000 | KBS2   | 공개수배 사건 25시             | 패널          |                                                | 재연 과정을 추가 설명하는 보조 MC 겸 패널                            |
| 2001        | KBS2   | 전통체험 뿌리깊은 나무         | 진행 내레이션 |                                                | 내레이션 포함 했음                                                   |
| 2001        | KBS2   | TV클리닉 당신의 건강은?        | 진행          |                                                |                                                                      |
| 2001 ~ 2010 | KBS1   | 언제나 청춘                    | 진행          |                                                |                                                                      |
| 2002        | KBS1   | TV 생활법정                    | 진행          |                                                |                                                                      |
| 2010        | KBS1   | 책 읽는 밤 (텔레비전 프로그램) | 진행          | 2010년 5월 18일 ~ 2020년 12월 미정             |                                                                      |
| 2003 ~ 2006 | KBS1   | KBS 뉴스 5                     | 진행          | 2003년 6월 23일 ~ 2006년 11월 17일             |                                                                      |
| 2018        | KBS1   | KBS 뉴스 5                     | 임시진행      | 6월 19일 ~ 6월 22일                            |                                                                      |
| 2005        | KBS1   | KBS 뉴스네트워크               | 임시진행      | 7월 4일 ~ 7월 13일                             |                                                                      |
| 2008        | KBS1   | KBS 뉴스네트워크               | 임시진행      | 3월 11일 ~ 3월 14일                            |                                                                      |
| 2008        | KBS1   | KBS 뉴스 12                    | 임시진행      | 11월 4일 ~ 11월 7일                            |                                                                      |
| 2018        | KBS2   | KBS 2시 뉴스타임               | 임시진행      | 5월 30일 ~ 6월 5일                             |                                                                      |
| 2018        | KBS2   | KBS 2시 뉴스타임               | 임시진행      | 7월 16일 ~ 7월 23일                            |                                                                      |
| 2018        | KBS1   | KBS 뉴스 930                   | 임시진행      | 2018년 7월 30일 ~ 8월 7일                      | 舊 930 뉴스 편성 당시                                                |
| 2021        | KBS1   | KBS 뉴스 930                   | 임시진행      | 2021년 6월 23일                                | 舊 930 뉴스 편성 당시                                                |
| 2024        | KBS1   | KBS 뉴스 930                   | 임시앵커      | 2024년 8월 19일(이후) ~ 8월 23일(까지)         | 新 뉴스 930                                                          |
| 2020        | KBS2   | KBS 3시 뉴스타임               | 진행          | 2월 3일 ~ 2월 21일                             | 최단기간 임시진행                                                    |
| 2020 ~ 2023 | KBS2   | KBS 아침뉴스타임               | 진행          | 2020년 7월 6일 ~ 2023년 4월 28일               | 여자앵커 단독진행                                                    |
| 2022        | KBS1   | KBS 뉴스특보                   | 특별앵커      | 8월 9일                                        |                                                                      |
| 2023        | KBS1   | KBS 뉴스특보                   | 특별앵커      | 2월 10일                                       | 오전 10시 50분 방송분                                                |
| 2023        | KBS1   | KBS 뉴스특보                   | 특별앵커      | 8월 19일                                       | 오전 4시 ~ 4시 50분 방송분                                           |
| 2022        | KBS1   | 사랑의 가족                    | 임시진행      | 11월 5일                                       | <2944회>                                                             |
| 2023        | KBS1   | 사랑의 가족                    | 임시진행      | 2월 11일 ~ 2월 25일                            | <2957회> ~ <2959회>                                                  |
| 2024        | KBS1   | KBS 뉴스 7                     | 임시진행      | 2024년 10월 10일, 2024년 11월 13일 ~ 11월 15일 |                                                                      |

### 라디오
- KBS 클래식FM : KBS음악실
- 2001년 : KBS 1라디오라디오 동서남북
- 2003년 ~ 2004년 : KBS 1라디오 시사 플러스
- 2008년 : KBS 1라디오 KBS 뉴스와이드
- 2008년 ~ 2013년 : KBS 1라디오 신성원의 문화읽기 진행
- 2010년 : KBS 1라디오 책 읽는 밤 진행
- 2013년 ~ 2016년 : KBS 1라디오 문화 공감 진행
- 2018년 ~ 2019년 : KBS 1라디오 라디오 주치의 진행
- 2023년 3월 27일 ~ 12월 29일 : KBS 1라디오 신성원의 뉴스브런치 진행
- 2024년 1월 1일 ~ : KBS 1라디오 KBS 1라디오 오늘 세계는 진행

## 같이 보기
- 정세진(24기)
- 최은경(21기)
- 김주하
- 김소원